# Bernat Roca
Bernat Roca (Catalunya ? - Barcelona, 1388) va ser un arquitecte documentat eminentment a Barcelona, amb excepció del seu trasllat a Tortosa abans de la construcció de l'assut de l'Ebre. Realitzador de l'altar major de l'església de la Mercè l'any 1361 juntament amb l'escultor Pere Moragues, amb qui també va participar en la realització del sepulcre del mallorquí Nicolau Rossell, cardenal d'Aragó el 1364. Es troba documentació d'estar a partir de l'any 1367 executant obres al Palau reial menor, on havia succeït en el càrrec a l'arquitecte Arnau Artaguil. Va ser nomenat mestre major d'obres de la catedral de Barcelona l'any 1358, succeint a Jaume Fabre; a la catedral va començar el claustre i les torres dels campanars. Va tenir com deixeble a Arnau Bargués, que va arribar a ser també mestre d'obra de la catedral l'any 1397.